# 戴資穎
戴資穎（1994年6月20日—），臺灣女子羽毛球運動員，現任中華民國無任所大使。效力於合作金庫羽球隊，是臺灣首位世界羽球球后，專精單打。曾任行政法人國家運動訓練中心第一、二屆董事。
戴資穎大學畢業於臺北市立大學球類運動學系，碩士和博士畢業於臺北市立大學競技運動訓練研究所。從2009年開始代表中華台北出戰國際賽，為女單世界排名第一周數最長、女單史上最多勝場及國際賽奪冠次數最多的女單選手（黃金大獎賽3冠、超級系列賽12冠、世界巡迴賽16冠、亞錦賽3冠，亞運會、世大運個人各1冠，合計36座冠軍）。
2009年，戴資穎在越南第一次參加國際比賽越南大獎賽，獲得亞軍佳績。2011年，戴資穎以17歲之齡在國際賽第三級別的美國黃金大獎賽奪得冠軍，是國際賽首次摘冠。其後獲得重要冠軍有：世界羽聯年終總決賽獲2014年、2016年、2020年、2023年冠軍； 全英公開賽獲2017年、2018年、2020年冠軍。2018年，她代表台灣參加在印尼雅加達舉行的2018年亞洲運動會，並奪得台灣亞運史上首面羽毛球項目金牌。2021年，在日本東京所舉辦的2020年夏季奧林匹克運動會勇奪羽毛球女子單打銀牌，同時也寫下了台灣在奧運史上羽毛球女子單打項目的最佳記錄；同年，在西班牙韋爾瓦舉行的2021年世界羽毛球錦標賽獲得銀牌，打平由鄭韶婕於英國倫敦舉行的2011年世界羽毛球錦標賽所創下的台灣羽毛球世錦賽女子單打最佳紀錄。
戴資穎球路多變且步伐輕快，擅於使用假動作並配合細膩的網前手法打亂對手節奏而得分，並憑藉其優異體能執行四方球拉吊突擊戰術，使對手因疲於奔命體力下降而失誤丟分，也可在處於被動時因其優異的反手拍擺脫能力奪回主動而致勝。2012年倫敦奧運羽球男雙金牌得主蔡赟認為戴資穎是近20年來完美模仿2004年雅典奧運羽球男單金牌陶菲克·希达亚特正手兩次假動作推向對角絕招的第一人。

## 職業生涯

### 成長與出道
戴資穎的父親戴楠凱是消防員，身兼高雄市羽球委員會總幹事，閒時最愛打羽毛球，在耳濡目染下，她在高雄市前鎮區民權國小三年級時開始練習羽毛球，而且越打越好；到國小六年級時，她已打遍高雄，並奪得全國羽球排名賽乙組冠軍，取得升上甲組的資格，成為臺灣羽球史上最年輕的甲組選手。

### 2009-2010年 初露鋒芒
始於2009年，15歲的戴資穎開始進軍國際賽事。7月，她代表高雄市參加全國運動會羽毛球比賽，打進女單八強。同月她參加馬來西亞所舉行的亞洲青年錦標賽，最終在女單決賽以0比2（13-21、13-21）不敵中國選手陈晓佳，獲得亞軍。10月，她出戰越南大獎賽，決賽以1比2（19-21、21-15、13-21）惜敗給印尼選手法蘭西絲卡·拉特納薩里。這是她的第一個國際賽事，一舉就拿下了亞軍。2009年12月，她代表中華臺北參加在香港舉行的東亞運動會羽毛球比賽，分別在團體及單打項目奪得一銀一銅。2010年年初，戴資穎出戰韓國超級賽，在次輪跟香港名將周蜜苦戰3盤（23-21、16-21、10-21）才被淘汰；賽後周蜜對戴資穎有很好的評價。2010年4月，她出戰在墨西哥舉行的世界青年錦標賽，在團體賽事中取得5戰5勝的佳績。2010年6月，她參加了另一項超級系列賽－新加坡羽球超級賽，從資格賽起，便一路擊敗廣瀨榮理子、莎拉姬·波萨娜、裴延姝等各國好手，最後僅在決賽以0比2（18-21、15-21）惜敗給印度選手塞娜·内维尔，拿下第二名，但已創下她個人職業生涯的最佳成績。

### 2011-2012年 國際賽及超級賽首冠

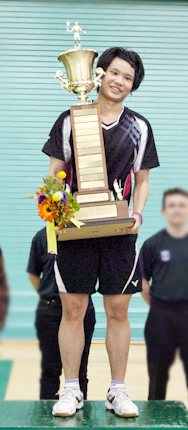
2011年，於美國羽毛球公開賽奪得個人第一座國際賽冠軍

2011年6月，戴資穎在印尼頂級超級賽首輪便以2比1（15-21、21-15、21-19）反勝世界排名第二的汪鑫，創下臺灣選手擊敗現任世界排名最高選手紀錄。同年7月，她在美國洛杉磯出戰美國公開賽，在決賽面對日本選手佐藤冴香，以2比1（21-16、19-21、21-6）取得勝利，拿下羽毛球生涯首個職業賽冠軍。年內，她憑藉全年表現於行政院體委會在12月主辦的運動精英獎頒獎典禮中獲頒最佳新秀運動員獎。隔年7月，戴資穎代表中華台北出戰英國倫敦舉行的奥林匹克运动会羽毛球比賽女子單打項目。她先在小組賽階段以2比0（21-14、21-10）擊敗34歲的芬蘭老將阿努·涅米宁，順利拿下個人奧運首勝；其後又以2比0（21-6、21-10）輕鬆拍下墨西哥的维多利亚·蒙特罗，順利晉級淘汰賽；但在首輪賽事便以0比2（16-21、21-23）負於中國的李雪芮出局，16強止步。同年9月，她在日本超級賽以2比1（9-21、21-9、21-14）擊敗日本的廣瀨榮理子，赢得生涯第一個超級系列賽冠軍。

### 2013-2014年 超級賽總決賽奪冠
2013年年初，戴資穎在馬來西亞羽球超級賽女單賽事中一局未失，接連淘汰蒂內·鮑恩和塞娜·內維爾等強敵，一路晉級決賽，決賽中以2比0（21-17、21-14）擊敗自會外賽晉級的中國選手姚雪，勇奪冠軍，世界排名也竄升至第九名。同年7月，她代表中華台北出戰俄羅斯喀山舉行的世界大學生運動會羽毛球比賽，贏得女子單打銀牌和混合團體銅牌。緊接著8月，戴資穎又參加了在中國廣州舉行的世界羽毛球錦標賽，以第6種子身分出戰女子單打項目。在首輪輪空後，她在第二輪先以2比1（21-12、20-22、21-6）力克蘇格蘭的克里斯蒂·吉尔莫晉級；第三輪面對保加利亞的琳达·塞奇妮，亦以2比0（21-13、21-16）勝出；但至8強最終以0比2（25-27、13-21）不敵頭號種子、中國的李雪芮，8強止步。賽後，戴資穎表示自己左膝受傷，比賽中仍感痛楚，但絕不是落敗原因。總教練張政雄則指她在世大運後休養兩周未訓練，可以跟李雪芮拚到這種程度，表現還算滿意。年末12月時，她在馬來西亞吉隆坡舉辦的超級系列賽總決賽，決賽對上中國世界排名第一的李雪芮，以0比2（8-21、14-21）落敗，創下台灣選手在超級系列賽總決賽的最佳成績。
2014年8月，戴資穎在丹麥哥本哈根舉行的世界羽毛球錦標賽，以第8種子身分出戰女子單打項目 。於首輪輪空後，她在次輪以2比0（21-12、21-14）輕取印尼的贝拉特里克斯·玛努布蒂晉級；第3輪面對代表加拿大的李文珊，亦以2比0（21-16、21-11）拿下對手；但至8強賽，她與第9種子、西班牙的卡罗列娜·马琳鏖戰3局後以1比2（21-19、19-21、11-21）落敗，再次止步8強。賽後，她表示自己後半段狀況沒調整好，沒把握住機會，下次再討回來。同年11月，她在香港超級賽決賽面對日本好手奧原希望，以2比0（21-19、21-11）擊敗對手封后，拿得生涯第3座超級系列賽冠軍。在緊接的12月，她更於超級系列賽總決賽女單決賽以2比0（21-17、21-12）擊敗韓國的成池鉉，奪得后冠，成為台灣史上第一人在超級系列賽總決賽奪冠。

### 2015年 榮膺中華民國最佳女運動員
2015年7月，戴資穎代表中華臺北出戰韓國光州市舉行的世界大學生運動會羽毛球比賽，贏得女子單打銅牌。隔月，她參加印尼雅加達舉行的世界羽毛球錦標賽，以第4種子身分出戰女子單打項目，故在首輪輪空。她先在次輪以2比0（21-18、21-11）輕取新加坡的陳嘉園；第三輪又以2比0（21-15、21-19）擊敗12號種子、加拿大的李文珊晉級；但至8強面對主場出戰的琳達·維尼，在先拿下一局的情況下，卻以1比2（21-14、17-21、19-21）被對手逆轉，連續3屆以8強作收。賽後，她表示自己在第2局時原領先蠻多，但接下來卻因接連失誤而無法專注；另外，現場的球迷聲浪太大，讓她沒有辦法聽到其他聲音，讓對手士氣趕上來。2015年9月，戴資穎登上世界第三，創下生涯至此的排名新高。緊接著於同年10月，她參加法國超級賽，4強以0比2（17-21、17-21）敗於西班牙的卡羅列娜·馬琳止步4強。值得一提的是，戴資穎於8強賽中止對於中國好手李雪芮的10連敗，終場以2比0（22-20、21-14）獲勝。12月時，她參加超級系列賽總決賽，因上月於香港超級賽時腳跟受傷，無法正常發揮，故在第一輪小組競賽中即被淘汰。年內，戴資穎在104年體育運動精英獎頒獎典禮中，力壓莊佳佳、盧曉晴等好手奪得最佳女運動員獎項。

### 2016年 登頂世界第一

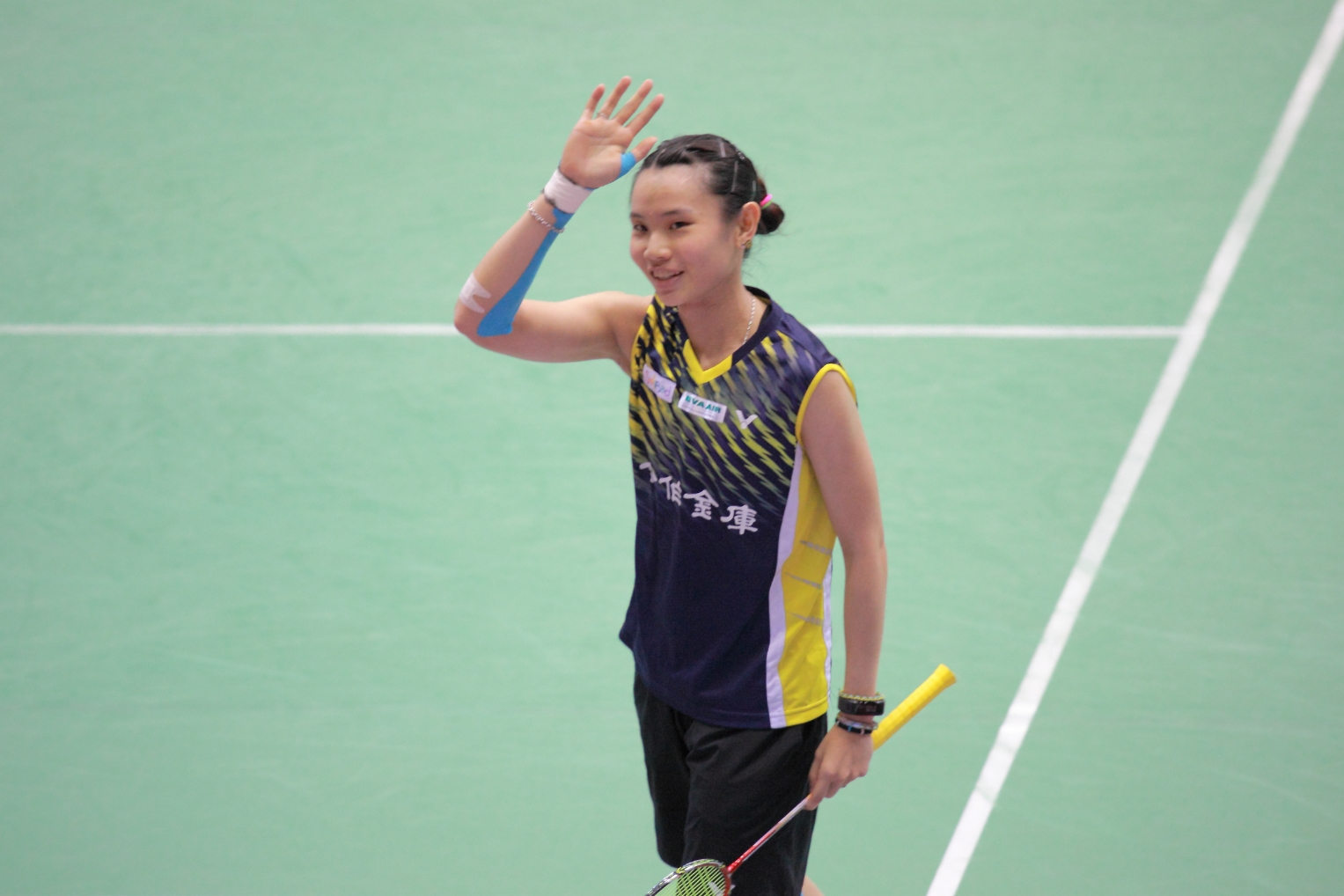
2016年，於中華台北羽球公開賽

2016年3月，戴資穎在全英羽球公開賽準決賽中，以1比2（23-21、12-21、15-21）敗於中國的王適嫻止步4強。本次比賽前，戴資穎共花了3個月養傷，其中減重了6公斤；她認為自己減重後跑得快、移動強，但相較殺球沒這麼有力，得重新適應身體，藉由重訓、維持肌力。到了6月，她於印尼頂級超級賽以2比0（21-17、21-8）擊敗中國的王儀涵封后，拿下生涯第一個頂級超級賽冠軍，而在本次賽事中，包含決賽中對戰的王儀涵，戴資穎先後在16強和4強擊敗李雪芮和王適嫻；這3位中國選手都曾名列世界第一。
緊接著巴西里約奧運於8月開打，戴資穎代表中華台北出戰奧運羽球女子單打項目，此為其個人第2次參與奧運會。她在小組賽階段先以2比0（21-11、21-9）擊敗來自奧地利的伊莉莎白·巴利杜芙，其後又以2比0（21-12、21-9）擊敗來自俄羅斯的娜塔莉亞·佩米諾娃，順利晉級淘汰賽；但在首輪賽事便以0比2（13-21、15-21）負於代表印度的辛杜而出局，止步16強。而征戰奧運失利後，新聞媒體報導，戴資穎的個人贊助合約與贊助中華民國羽球協會的合約因不同廠商而發生矛盾，因此可能遭到懲處，故影響其在奧運賽場上的發揮，最終引發「戴資穎球鞋爭議事件」風波，此次事件不僅使中華民國民眾愈發注重運動員的培養及發展環境，並加速了《國民體育法》推動。
年末之際，戴資穎於10月所舉辦的丹麥頂級超級賽決賽，以1比2（21-19、14-21、12-21）敗於日本的山口茜獲得亞軍，但仍創下生涯參加丹麥頂級超級賽最佳紀錄。同年11月，她轉戰香港超級賽，於決賽中以2比0（21-15、21-17）擊敗印度的辛杜而封后，拿下生涯第2個香港公開賽冠軍。她在本賽事奪冠後，世界排名積分亦超過了前任球后卡罗列娜·马琳，成為台灣歷史上第一位「世界球后」。12月，她在杜拜所舉行的超級系列年終總決賽中首次以第1種子身分出戰，並在決賽以2比0（21-14、21-13）擊敗韓國的成池鉉，奪得個人第2個超级系列赛总决赛后冠，同時寫下該賽事的紀錄，成為首位3度晉級決賽的女子單打球員。

### 2017年 全英賽、亞錦賽奪冠及跨季27連勝

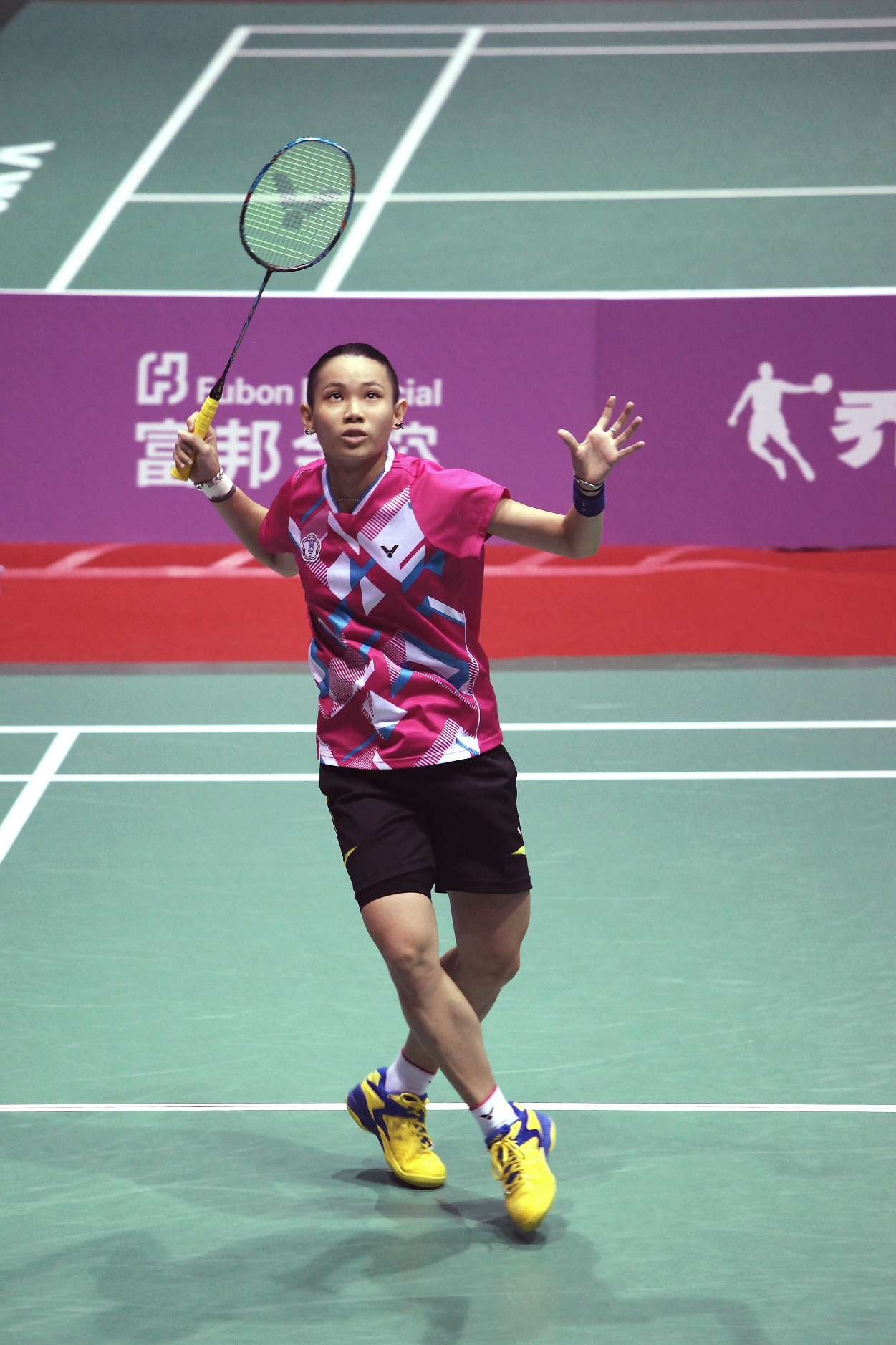
2017年，於臺北世大運混合團體小組賽

年初3月，戴資穎出戰全英公開賽，在決賽以2比0（21-16、22-20）擊敗泰國的拉差诺·因达农奪冠，拿下生涯第一個全英賽冠軍，也成為臺灣在全英公開賽奪冠的第一人。隔月，她又在馬來西亞頂級超級賽決賽以2比1（23-25、22-20、21-13）擊敗西班牙的卡罗列娜·马琳封后；隔周，她再於新加坡超級賽決賽以2比0（21-15、21-15）再次擊敗卡罗列娜·马琳奪得冠軍，拿下跨球季參賽的連續第5個超級系列賽冠軍。同月底，她在中國武漢所舉行的亞洲羽球錦標賽女單決賽以2比1（18-21、21-11、21-18）逆轉擊敗日本的山口茜，個人跨季6連冠，亦是賽史55年以來首位台灣金牌得主。然而，戴資穎於6月舉辦的印尼羽球頂級超級賽中，以1比2（19-21、21-8、17-21）不敵泰國的妮查恩·金达蓬，止步8強；除無緣衛冕外，也其跨季27連勝的紀錄亦告終止。
同年8月，戴資穎放棄以第1種子出戰世界羽毛球錦標賽女子單打項目的資格，轉而代表中華臺北出戰於台北市舉辦的2017年夏季世界大學運動會的羽球項目比賽。她在混合團體決賽時出戰第2點女子單打，對戰日本下田菜都美，並以2比0（21-8、21-13）搶下第2點，協助隊上以3比0贏得團體賽金牌。8月29日，再於女子單打項目個人賽決賽中，僅花了22分鐘即以2比0（21-9、21-13）戰勝代表韓國的李張美，獲得該項目金牌。10月，她憑藉該年傑出表現獲選十大傑出青年獎。同月中，她出戰丹麥頂級超級賽以1比2（21-14、15-21、19-21）不敵泰國的拉差诺·因达农止步4強，這是她因肩傷於9月底於日本舉辦的日本超級賽棄賽後首次復出參加的國際賽事。同月底，她於法國羽球超級賽於8強戰中以2比0（21-17、21-14）擊敗泰國的拉差诺·因达农甜蜜復仇，在決賽僅花費31分鐘以2比0（21-4、21-16）擊敗日本的山口茜，獲得生涯第一個法國超級賽冠軍。同年11月，戴資穎參加香港羽球超級賽，於決賽以2比0（21-18、21-18）擊敗印度選手辛杜，3度登上該項賽事后座（2014、2016、2017年），是繼前中國球員謝杏芳於2006、2007年奪冠後，首位衛冕該項賽事的女單選手。

### 2018年 衛冕全英賽及亞錦賽、亞運奪金
2018年1月，戴資穎出戰馬來西亞大師賽，在準決賽面對西班牙的卡罗列娜·马琳時，挽救了4個賽末點後以2比1（12-21、21-15、23-21）逆轉進入決賽，在決賽以1比2（21-16、14-21、22-24）惜敗泰國的拉差诺·因达农奪銀。次周，她在印尼大師賽的決賽以2比0（21-9、21-13）擊敗印度的塞娜·内维尔奪冠。3月，戴資穎出戰全英公開賽，在決賽以2比0（22-20、21-13）擊敗日本的山口茜奪冠，並成為全英公開賽近10年第一位成功衛冕女單冠軍的選手。4月，戴資穎的世界排名因世界羽聯年度賽程調整而下滑至第二位，而後她前往參加在中國武漢所舉行的亞洲羽球錦標賽，最終在女單決賽以2比0（21-19、22-20）擊敗中國的陳雨菲，成為自2008年中國蔣燕皎後，10年來第一個在女單項目成功衛冕的球員，世界排名也在隔周重返第一位。
5月下旬她代表台灣以第一女單的身份，出戰於泰國舉行的優霸盃，出戰的4場比賽全數獲勝。6月底她參加大馬公開賽，在決賽中以2比0（22-20、21-11）擊敗中國的何冰嬌成功衛冕。隔週，她隨即轉往印尼參加印尼公開賽，於決賽中以2比1（21-23、21-15、21-9）擊敗中國陳雨菲奪下冠軍。7月在世界錦標賽8強落敗。8月她代表台灣參加在印尼舉行的2018年亞洲運動會，並在女子單打項目決賽中以2比0（21-13、21-16）擊敗印度的辛度，奪得台灣亞運史上第一面羽球金牌。同年10月，她出戰中華台北公開賽，在女單決賽以2比1（17-21、21-10、21-13)逆轉了大會第3種子、丹麥的萊恩·霍爾馬克·傑克斯菲德，生涯第3次贏得該項賽事女單冠軍。隔週，她轉戰丹麥公開賽，在女單決賽以2比1（21-13、13-21、21-6）擊敗了印度一姐塞娜·内维尔，這也是她個人首次在該項賽事登頂。

### 2019年 世界第一最長紀錄保持者、平超級賽女單最多冠軍紀錄
2019年1月，戴資穎傷後出戰馬來西亞大師賽，在8強時以0比2（13-21、14-21）不敵泰國好手拉差諾·依瑟儂。3月，戴資穎出戰全英公開賽，在決賽中以0比2（17-21、17-21）不敵中國的陳雨菲，無緣全英賽三連冠。4月，戴資穎出戰馬來西亞公開賽，於8強以（21-19、21-13）淘汰泰國好手拉差諾·依瑟儂，4強以直落二（21-14、21-19）復仇陳雨菲，最終在決賽以（21-16、21-19）直落二擊敗日本名將山口茜，達成3連冠（2017、2018、2019年）紀錄，同時也是在馬來西亞公開賽的第4座女單冠軍，並於次周公布的世界第一累積週數達到122週，追平中國2屆奧運女單冠軍張寧的紀錄。隔週她轉戰新加坡公開賽，4強時再度對戰日本的山口茜並以2比1（15-21、24-22、21-19）獲勝，其中第2局挽救5個賽末點以24-22逆轉拿下，並在決勝局逆轉勝出進入決賽；決賽對上2017年世錦賽金牌得主、日本的奧原希望時以直落二（21-19、21-15）勝出，拿下生涯第2座新加坡公開賽冠軍。戴資穎的世界排名第一紀錄延續至2019年7月29日，累計登頂週數共為137週，為女子單打世界第一最久紀錄。8月，戴資穎未能在世錦賽中搶下佳績，八強賽意外敗給辛度。9月，她參加2019年中國公開賽，在決賽中雖以1比2（21-14、17-21、18-21）不敵西班牙的卡罗列娜·马琳無緣中國賽首冠，但奪銀後所得積分讓她再次登頂，世界第一週數至2019年10月28日止累計共142週。10月中，她在丹麥羽毛球公開賽決賽中以直落二（21-17、21-14）擊敗日本的奧原希望成功衛冕奪冠，並追平中國女將王儀涵所創下的20座超級賽冠軍紀錄。11月，她參加中國福州羽毛球公開賽，在準決賽中雖以1比2（21-19、12-21、6-11）第三局傷退不敵日本的奧原希望，但進入四強後所得積分讓她擠下奧原希望再次登頂，世界第一週數至2019年12月16日止累計共147週。

### 2020年 全英第三冠，創超級賽史上女子單打最多冠軍紀錄
2020年3月，戴資穎參加全英公開賽，在決賽中以2比0（21-19、21-15）擊敗中國大陸選手陳雨菲，三度奪得全英公開賽冠軍，創下超級賽女單最多冠軍（21冠）紀錄外，並於次周積分超越陳雨菲五度登上世界球后寶座。因嚴重特殊傳染性肺炎疫情影響，世界羽球聯盟決定將世界排名自2020年3月17日起凍結，故世界第一週數累計至2020年3月23日止共148週。

### 2021年 年終總決賽第三冠、東奧與世錦賽奪得銀牌、BWF年度最佳女運動員獎
2021年1月31日，2020年世界羽聯世界巡迴賽總決賽因新冠肺炎於曼谷舉行，戴資穎在決賽中以2比1（14-21、21-8、21-19）逆轉西班牙名將卡羅列娜·馬琳，是2014、2016年後，拿下個人年終賽第3座冠軍。
7月，她參加2021東京奧運並在小組賽晉級至8強，8強賽以2比1（14-21、21-18、21-18）逆轉戰勝泰國的拉差諾·依瑟儂，四強賽則以2比0（21-18、21-12）拍下上屆里約奧運銀牌，
來自印度的普薩拉·文卡塔·辛度闖進決賽。雖然在決賽中鏖戰了三局，以1比2（18-21、21-19、18-21）惜敗給中國的陳雨菲獲得奧運羽球女子單打銀牌，但已創下台灣在奧運羽球女單項目的最佳紀錄。
2021年12月，戴資穎參加西班牙韋爾瓦舉行的第26屆世界羽球錦標賽，以1號種子身分出戰女子單打項目，故在首輪輪空，先在次圈以2比0（21-10、21-14）擊敗了俄羅斯的葉夫根尼婭·科澤茨卡婭；在第三輪以2比1（21-10、19-21、21-11）擊敗了蘇格蘭的克里斯蒂·吉爾莫第六度晉級世錦賽八強、隨後戴資穎於八強賽中以 ( 21-17、21-13 ) 擊敗了上一屆冠軍普薩拉·文卡塔·辛度，生涯首次晉級世錦賽四強，在四強賽中以2比1 ( 21-17、13-21、21-14 ) 擊敗賽會第八種子中國的何冰嬌晉級決賽，在決賽中以0比2 ( 14-21、11-21 ) 敗給賽會第二種子日本的山口茜奪得銀牌，創下個人參加世錦賽的最佳成績，也打平由鄭韶婕於2011年所創下的台灣世錦賽女單最佳紀錄。
年末，世界羽球聯盟公布2020-2021年度獎項得獎名單，戴資穎在前三次入圍都鎩羽而歸的情況下，成功奪下年度最佳女運動員獎，這也是台灣羽球史上第一位獲得此獎殊榮的選手。

### 2022年 三站冠軍、世錦賽銅牌、年終總決賽亞軍
在2022年3月的泰國公開賽中，戴資穎在八強戰中以2比1（21-10、14-21、21-18）戰勝中國的何冰嬌，其後同樣以2比1（10-21、21-13、21-19）險勝泰國選手拉差諾·依瑟儂，進入到決賽面對到中國的陳雨菲，重演2020年東京奧運女單決賽的戲碼。最終戴資穎同樣以2比1（21-15、17-21、21-12）戰勝了陳雨菲，報回一敗之仇。
其後在6月的印尼公開賽中，在四強賽再次與陳雨菲狹路相逢，第一局中以大比分落敗（10-21），但第二局中頑強的拯救了5個賽末點後以取勝（26-24），決勝局因陳雨菲體力下降，以及戴資穎精湛的調動以21-12（總比分2比1）取勝。在決賽中以2比1（21-23、21-6、21-15）戰勝中國的另一選手王祉怡，成功取得個人第三座印尼公開賽冠軍。
在7月的台北公開賽中，以由始至終直落2-0的比分 (包括於決賽中以2比0（21-17、21-16）戰勝日本的川上紗惠奈) 取得冠軍。
在8月於日本東京舉行的第27屆世界羽球錦標賽中, 戴資穎戰勝斯洛伐克及越南選手後，於8強賽以2-0（21-16、21-9）淘汰了泰國的布桑蘭·恩布鲁寵，但在4強賽再次遇上中國的陳雨菲時，因最末局失誤甚多以1比2（21-15、14-21、18-21）落敗，得到銅牌。
在12月於泰國曼谷舉行的世界羽毛球年終總決賽中，於小組賽以2勝1負的成績（第一場小組賽以0-2（19-21、19-21）不敵中國的何冰嬌）晉級4強，其後於4強再次遇上何冰嬌，以2-0（21-18、21-14）報回一敗之仇，惟於決賽中以0-2（18-21、20-22）不敵當時狀態甚勇，連奪2年世錦賽冠軍的日本的山口茜，取得亞軍。

### 2023年 亞錦賽第三冠、年終總決賽收下第四冠
戴資穎為了累積巴黎奧運積分，需要更多休息和調整而在年初減少參賽，第一季僅參加了馬來西亞公開賽及全英公開賽兩項超級1000級別的賽事，最終皆止步四強。四月，戴資穎公開表示其打算於翌年底退役的計劃。同月出戰在杜拜舉辦的亞洲羽毛球錦標賽，在決賽以2-0（21-10、21-14）擊敗了南韓的安洗瑩，奪得個人第三個亞錦賽冠軍。
五月，為期一年的奧運積分計算開始，戴資穎增加出戰次數，先後出戰蘇迪曼盃，新加坡公開賽及印尼公開賽，更在七月的台北羽毛球公開賽決賽以2-0（21-14、21-17）擊敗了美國的張蓓雯，第五度奪得台北公開賽冠軍。隨後在韓國羽毛球公開賽也打進決賽，但以0-2（9-21、15-21）敗於安洗瑩奪得亞軍，緊接下週的日本羽毛球公開賽亦再次以0-2（17-21、12-21）敗給安洗瑩，止步四強。八月出戰世錦賽，但在八強以0-2（16-21、14-21）敗給卡罗琳娜·马林止步。九月出戰中國羽毛球公開賽又在四強戰再次以0-2（18-21、14-21）敗給當時已升上世界排名第一的安洗瑩。後以衞冕冠軍出戰杭州亞運會的個人項目，但在十六強戰以0-2（16-21、14-21）爆冷敗給日本的大堀彩。
亞運後戴資穎繼續到歐洲出戰三項巡迴賽，在新升級至超級500賽的北極羽毛球公開賽戰至八強以0-2（19-21、21-23）不敵泰國的李美妙；而在丹麥羽毛球公開賽在八強再次遇上卡罗琳娜·马林，先勝一局下以1-2（21-19、15-21、18-21）負於對手。一週後的法國羽毛球公開賽於四強以2-1（20-22、21-10、22-20）擊敗在亞運會敗給的大堀彩，但在決賽0-2（17-21、20-22）負於陳雨菲，奪得亞軍。
十一月戴資穎出戰新設的熊本大師賽，在八強戰與張蓓雯戰至第三局時因膝部不適而退賽，一週後的中國大師賽在十六強戰時亦在第三局因身體不適而退賽，事後她承認自己有傷在身，且因這年比賽很多容易受傷。即使如此，戴資穎仍成功取得該年世界羽聯巡迴賽總決賽的參賽資格，並在分組賽抽中與南韓的安洗瑩、金佳恩及印尼的格蕾戈丽亚·玛丽斯卡·东宗同組爭奪出線資格。戴資穎在首日比賽對戰格蕾戈丽亚·玛丽斯卡·东宗，成功以2-0（21-18、21-17）取勝，次日比賽亦以2-1（21-15、21-23、21-11）擊敗金佳恩，兩戰兩勝暫居榜首，但仍未穩奪出線資格。第三天比賽戴資穎對戰安洗瑩，以0-2（17-21、15-21）敗陣，但因賽前一勝一負的金佳恩在最後一場比賽以1-2局數負於格蕾戈丽亚·玛丽斯卡·东宗，令戴資穎能以小組次名資格出線。四強戰抽籤戴資穎再次抽到安洗瑩，在先敗一局下於次局扳平局數，但在第三局以10-19大幅落後時，戴資穎力追下安洗瑩仍以16-20先獲得賽末點，戴資穎接著連得6分成功戲劇性逆轉以2-1（19-21、21-15、22-20）擊敗安洗瑩晉級決賽。決賽中戴資穎遇上卡罗琳娜·马林，戴資穎在首局受制於對手的速度及進攻節奏，先以12-21失掉一局，但次局戴資穎漸漸適度並調整打法，成功以21-14扳回一局，在決勝局更憑主動進攻及對手的個人失誤以21-18取勝，獲得個人第四座總決賽冠軍。

## 世界排名第一紀錄
首次登頂時間為2016年12月1日起至2018年4月18日止，共延續72週，排名下滑主因是世界羽聯於2018年起頒布新賽制讓賽事行事曆較往年大幅變動，致使其積分失效，但在隔周奪下亞洲羽球錦標賽冠軍後於2018年5月3日再度登頂。第二次登頂時間延續至2019年7月29日，世界第一週數與前段時間累加後總計137週，超越中國選手李雪芮的124週紀錄。第三次登頂在2019年中國公開賽奪銀後開始，世界第一週數至2019年10月28日累計共142週。第四次登頂在中國福州羽毛球公開賽進入準決賽後開始。第五次登頂在2020年全英公開賽決賽奪冠之後。因新冠肺炎影響，世羽聯(BWF)決定將世界排名自2020年3月17日起凍結，故世界第一週數累計至2020年3月23日止共148週。世羽聯(BWF)決定自2021年2月2日起解凍世界排名，世界第一週數累計至2022年5月2日止共213週。第六次登頂在2022年8月30日之後，世羽聯(BWF)決定自2022年8月2日起修改因應疫情而保留由2019年4月到現在以來起算的十站最佳積分之和，逐步於每周扣除2019年第12週開始的4週積分，預計2023年1月3日恢復正常。故世界第一週數累計至2022年9月5日止共214週。
戴資穎在2018年丹麥公開賽奪冠後，成為繼李雪芮之後第二位排名積分突破10萬分的女單選手；次週再奪法國公開賽後，積分以101,667分創下該項目史上最高分紀錄。2021年戴資穎在泰國拿下兩座亞軍及年終賽冠軍後，2021年2月2日最新世界排名積分從97575分上升到106075分，這也是她繼2018年後積分再度突破10萬大關，也再次創下女單積分新高紀錄。

## 技術特點
戴資穎的球路是屬於剛柔並濟的多變打法。由於她小時候常跟年紀比她大很多的兄長輩打球，在身體條件尚未發展完成下為了取得勝利，進而發展出變化多端的球路。其個人特色是透過網前細膩的假動作以及四角球拉吊突擊，並具備優異的反手拍控制能力。戴資穎透過細膩的網前球、不同變化的控制球與不同節奏的回球以及突擊等技術打亂對手節奏，進而取得球場上的控制權而贏得勝利。世界羽聯評論員吉莉安·克拉克曾經評論戴資穎是最具觀賞性的女子單打選手之一，並時常稱讚她的球路變化以及在羽毛球方面的才華。2012年倫敦奧運羽球男雙金牌得主、四屆世錦賽男雙冠軍蔡贇，評點戴資穎技術多元，像2004年雅典奧運羽球男單金牌陶菲克假動作犀利，也擁有1996年亞特蘭大奧運羽球男單金牌拉爾森「後場單腿起跳轉身突擊」的招式，亦像是泰拳選手，瘦小的身體裡暗藏殺機，並認為戴資穎正逐漸成為選擇進攻時機最準確的球員。

## 主要比賽成績
只列出曾進入準決賽的國際賽事成績：
| 年份   | 賽事                         | 公開賽級別 | 項目     | 成績   |
| ------ | ---------------------------- | ---------- | -------- | ------ |
| 2009年 | 越南羽毛球大獎賽             | 大獎賽     | 女子單打 | 亞軍   |
| 2009年 | 東亞運動會羽毛球比賽         | 其它       | 女子團體 | 銀牌   |
| 2009年 | 東亞運動會羽毛球比賽         | 其它       | 女子單打 | 銅牌   |
| 2010年 | 新加坡羽毛球超級賽           | 超級賽     | 女子單打 | 亞軍   |
| 2011年 | 美國羽毛球黃金大獎賽         | 黃金大獎賽 | 女子單打 | 冠軍   |
| 2011年 | 加拿大羽毛球大獎賽           | 大獎賽     | 女子單打 | 準決賽 |
| 2011年 | 越南羽毛球大獎賽             | 大獎賽     | 女子單打 | 準決賽 |
| 2011年 | 法國羽毛球超級賽             | 超級賽     | 女子單打 | 準決賽 |
| 2012年 | 全英羽毛球頂級超級賽         | 首要超級賽 | 女子單打 | 準決賽 |
| 2012年 | 日本羽毛球超級賽             | 超級賽     | 女子單打 | 冠軍   |
| 2012年 | 中華臺北羽球黃金大獎賽       | 黃金大獎賽 | 女子單打 | 冠軍   |
| 2013年 | 馬來西亞羽毛球超級賽         | 超級賽     | 女子單打 | 冠軍   |
| 2013年 | 夏季世界大學運動會羽毛球比賽 | 其它       | 混合團體 | 銅牌   |
| 2013年 | 夏季世界大學運動會羽毛球比賽 | 其它       | 女子單打 | 銀牌   |
| 2013年 | 中華臺北羽球黃金大獎賽       | 黃金大獎賽 | 女子單打 | 亞軍   |
| 2013年 | 日本羽毛球超級賽             | 超級賽     | 女子單打 | 準決賽 |
| 2013年 | 東亞運動會羽毛球比賽         | 其它       | 女子團體 | 銀牌   |
| 2013年 | 世界羽聯超級系列賽總決賽     | 首要超級賽 | 女子單打 | 銀牌   |
| 2014年 | 日本羽毛球超級賽             | 超級賽     | 女子單打 | 亞軍   |
| 2014年 | 亞洲運動會羽毛球比賽         | 其它       | 女子單打 | 銅牌   |
| 2014年 | 香港羽毛球超級賽             | 超級賽     | 女子單打 | 冠軍   |
| 2014年 | 世界羽聯超級系列賽總決賽     | 首要超級賽 | 女子單打 | 金牌   |
| 2015年 | 全英羽毛球頂級超級賽         | 首要超級賽 | 女子單打 | 準決賽 |
| 2015年 | 新加坡羽毛球超級賽           | 超級賽     | 女子單打 | 亞軍   |
| 2015年 | 亞洲羽毛球錦標賽             | 其它       | 女子單打 | 銅牌   |
| 2015年 | 夏季世界大學運動會羽毛球比賽 | 其它       | 女子單打 | 銅牌   |
| 2015年 | 中華臺北羽球黃金大獎賽       | 黃金大獎賽 | 女子單打 | 準決賽 |
| 2015年 | 日本羽毛球超級賽             | 超級賽     | 女子單打 | 準決賽 |
| 2015年 | 法國羽毛球超級賽             | 超級賽     | 女子單打 | 準決賽 |
| 2016年 | 全英羽毛球頂級超級賽         | 首要超級賽 | 女子單打 | 準決賽 |
| 2016年 | 馬來西亞羽毛球頂級超級賽     | 首要超級賽 | 女子單打 | 亞軍   |
| 2016年 | 印尼羽毛球頂級超級賽         | 首要超級賽 | 女子單打 | 冠軍   |
| 2016年 | 中華臺北羽球黃金大獎賽       | 黃金大獎賽 | 女子單打 | 冠軍   |
| 2016年 | 丹麥羽毛球頂級超級賽         | 首要超級賽 | 女子單打 | 亞軍   |
| 2016年 | 中國羽毛球頂級超級賽         | 首要超級賽 | 女子單打 | 準決賽 |
| 2016年 | 香港羽毛球超級賽             | 超級賽     | 女子單打 | 冠軍   |
| 2016年 | 世界羽聯超級系列賽總決賽     | 首要超級賽 | 女子單打 | 金牌   |
| 2017年 | 全英羽毛球頂級超級賽         | 首要超級賽 | 女子單打 | 冠軍   |
| 2017年 | 馬來西亞羽毛球頂級超級賽     | 首要超級賽 | 女子單打 | 冠軍   |
| 2017年 | 新加坡羽毛球超級賽           | 超級賽     | 女子單打 | 冠軍   |
| 2017年 | 亞洲羽毛球錦標賽             | 其它       | 女子單打 | 金牌   |
| 2017年 | 澳洲羽毛球超級賽             | 超級賽     | 女子單打 | 準決賽 |
| 2017年 | 夏季世界大學運動會羽毛球比賽 | 其它       | 混合團體 | 金牌   |
| 2017年 | 夏季世界大學運動會羽毛球比賽 | 其它       | 女子單打 | 金牌   |
| 2017年 | 丹麥羽毛球頂級超級賽         | 首要超級賽 | 女子單打 | 準決賽 |
| 2017年 | 法國羽毛球超級賽             | 超級賽     | 女子單打 | 冠軍   |
| 2017年 | 香港羽毛球超級賽             | 超級賽     | 女子單打 | 冠軍   |
| 2018年 | 馬來西亞羽毛球大師賽         | 超級500賽  | 女子單打 | 亞軍   |
| 2018年 | 印尼羽毛球大師賽             | 超級500賽  | 女子單打 | 冠軍   |
| 2018年 | 全英羽毛球公開賽             | 超級1000賽 | 女子單打 | 冠軍   |
| 2018年 | 亞洲羽毛球錦標賽             | 其它       | 女子單打 | 金牌   |
| 2018年 | 馬來西亞羽球公開賽           | 超級750賽  | 女子單打 | 冠軍   |
| 2018年 | 印尼羽球公開賽               | 超級1000賽 | 女子單打 | 冠軍   |
| 2018年 | 亞洲運動會羽毛球比賽         | 其它       | 女子單打 | 金牌   |
| 2018年 | 中華台北羽毛球公開賽         | 超級300賽  | 女子單打 | 冠軍   |
| 2018年 | 丹麥羽毛球公開賽             | 超級750賽  | 女子單打 | 冠軍   |
| 2018年 | 法國羽毛球公開賽             | 超級750賽  | 女子單打 | 亞軍   |
| 2018年 | 香港羽毛球公開賽             | 超級500賽  | 女子單打 | 準決賽 |
| 2019年 | 全英羽毛球公開賽             | 超級1000賽 | 女子單打 | 亞軍   |
| 2019年 | 馬來西亞羽毛球公開賽         | 超級750賽  | 女子單打 | 冠軍   |
| 2019年 | 新加坡羽毛球公開賽           | 超級500賽  | 女子單打 | 冠軍   |
| 2019年 | 印尼羽球公開賽               | 超級1000賽 | 女子單打 | 準決賽 |
| 2019年 | 中國羽球公開賽               | 超級1000賽 | 女子單打 | 亞軍   |
| 2019年 | 韓國羽毛球公開賽             | 超級500賽  | 女子單打 | 準決賽 |
| 2019年 | 丹麥羽毛球公開賽             | 超級750賽  | 女子單打 | 冠軍   |
| 2019年 | 法國羽毛球公開賽             | 超級750賽  | 女子單打 | 準決賽 |
| 2019年 | 中國福州羽毛球公開賽         | 超級750賽  | 女子單打 | 準決賽 |
| 2019年 | 世界羽聯世界巡迴賽總決賽     | 總決賽     | 女子單打 | 銀牌   |
| 2020年 | 馬來西亞羽毛球大師賽         | 超級500賽  | 女子單打 | 亞軍   |
| 2020年 | 全英羽毛球公開賽             | 超級1000賽 | 女子單打 | 冠軍   |
| 2020年 | YONEX泰國羽毛球公開賽        | 超級1000賽 | 女子單打 | 亞軍   |
| 2020年 | TOYOTA泰國羽毛球公開賽       | 超級1000賽 | 女子單打 | 亞軍   |
| 2020年 | 世界羽聯世界巡迴賽總決賽     | 總決賽     | 女子單打 | 金牌   |
| 2021年 | 夏季奧林匹克運動會羽毛球比賽 | 其它       | 女子單打 | 銀牌   |
| 2021年 | 世界羽球錦標賽               | 其它       | 女子單打 | 銀牌   |
| 2022年 | 全英羽毛球公開賽             | 超級1000賽 | 女子單打 | 準決賽 |
| 2022年 | 泰國羽毛球公開賽             | 超級500賽  | 女子單打 | 冠軍   |
| 2022年 | 印尼羽毛球公開賽             | 超級1000賽 | 女子單打 | 冠軍   |
| 2022年 | 馬來西亞羽毛球公開賽         | 超級750賽  | 女子單打 | 準決賽 |
| 2022年 | 馬來西亞羽毛球大師賽         | 超級500賽  | 女子單打 | 準決賽 |
| 2022年 | 台北羽毛球公開賽             | 超級300賽  | 女子單打 | 冠軍   |
| 2022年 | 世界羽毛球錦標賽             | 其它       | 女子單打 | 銅牌   |
| 2022年 | 日本羽毛球公開賽             | 超級750賽  | 女子單打 | 準決賽 |
| 2022年 | 法國羽毛球公開賽             | 超級750賽  | 女子單打 | 準決賽 |
| 2022年 | 世界羽聯世界巡迴賽總決賽     | 總決賽     | 女子單打 | 亞軍   |
| 2023年 | 馬來西亞羽球公開賽           | 超級1000賽 | 女子單打 | 準決賽 |
| 2023年 | 全英羽毛球公開賽             | 超級1000賽 | 女子單打 | 準決賽 |
| 2023年 | 亞洲羽毛球錦標賽             | 其它       | 女子單打 | 金牌   |
| 2023年 | 新加坡羽毛球公開賽           | 超級750賽  | 女子單打 | 準決賽 |
| 2023年 | 台北羽毛球公開賽             | 超級300賽  | 女子單打 | 冠軍   |
| 2023年 | 韓國羽毛球公開賽             | 超級500賽  | 女子單打 | 亞軍   |
| 2023年 | 日本羽毛球公開賽             | 超級750賽  | 女子單打 | 準決賽 |
| 2023年 | 中國羽毛球公開賽             | 超級1000賽 | 女子單打 | 準決賽 |
| 2023年 | 法國羽毛球公開賽             | 超級750賽  | 女子單打 | 亞軍   |
| 2023年 | 世界羽聯世界巡迴賽總決賽     | 總決賽     | 女子單打 | 冠軍   |
| 2024年 | 馬來西亞羽毛球公開賽         | 超級1000賽 | 女子單打 | 亞軍   |
| 2024年 | 印度羽毛球公開賽             | 超級750賽  | 女子單打 | 冠軍   |
| 2024年 | 法國羽毛球公開賽             | 超級750賽  | 女子單打 | 準決賽 |
| 2024年 | 全英羽毛球公開賽             | 超級1000賽 | 女子單打 | 準決賽 |
| 2024年 | 日本羽毛球公開賽             | 超級750賽  | 女子單打 | 準決賽 |

| 2007-2017年 | 首要超級賽 | 超級賽 | 黃金大獎賽 | 大獎賽 | 國際挑戰賽 | 國際系列賽 | 未來系列賽 | 其他 |

| 2018-2026年 | 總決賽 | 超級1000賽 | 超級750賽 | 超級500賽 | 超級300賽 | 超級100賽 | 國際挑戰賽 | 國際系列賽 | 未來系列賽 | 其他 |

### 奧運會和世錦賽參賽紀錄
|          | 2011          | 2012 | 2013 | 2014 | 2015 | 2016 | 2017 | 2018 | 2019 | 2020 | 2021 | 2022 | 2023 | 2024       |
| -------- | ------------- | ---- | ---- | ---- | ---- | ---- | ---- | ---- | ---- | ---- | ---- | ---- | ---- | ---------- |
| 女子單打 | 48強 （退賽） | 16強 | 8強  | 8強  | 8強  | 16強 | －   | 8強  | 8強  | 銀牌 | 銀牌 | 銅牌 | 8強  | 小組第二名 |

## 主要對賽紀錄
戴資穎與主要對手的對賽成績如下（只列出對賽五次或以上對手，紀錄更新至2024年9月18日）：
| 對手                             | 對賽次數 | 對賽結果 | 對賽結果 | 勝差 |
| 對手                             | 對賽次數 | 勝       | 負       | 勝差 |
| -------------------------------- | -------- | -------- | -------- | ---- |
| 布桑兰·恩布鲁庞                  | 20       | 17       | 3        | +14  |
| 妮查恩·金達蓬（退役）            | 9        | 8        | 1        | +7   |
| 素尼達·革通                      | 6        | 6        | 0        | +6   |
| 拉差諾·依瑟儂                    | 36       | 20       | 16       | +4   |
| 蓬帕威·磋楚翁                    | 6        | 4        | 2        | +2   |
| 蓬迪·布拉那巴碩（退役）          | 9        | 5        | 4        | +1   |
| 普薩拉·文卡塔·辛度               | 24       | 19       | 5        | +14  |
| 塞娜·內維爾（退役）              | 20       | 15       | 5        | +10  |
| 何冰嬌（退役）                   | 21       | 17       | 4        | +13  |
| 陳雨菲                           | 27       | 19       | 8        | +11  |
| 張藝曼                           | 5        | 4        | 1        | +3   |
| 王儀涵（退役）                   | 9        | 5        | 4        | +1   |
| 王適嫻（退役）                   | 12       | 5        | 7        | -2   |
| 孫瑜（退役）                     | 6        | 1        | 5        | -4   |
| 李雪芮（退役）                   | 14       | 3        | 11       | -8   |
| 成池鉉（退役）                   | 28       | 19       | 9        | +10  |
| 金佳恩                           | 9        | 9        | 0        | +9   |
| 安洗瑩                           | 15       | 3        | 12       | -9   |
| 大堀彩（退役）                   | 12       | 10       | 2        | +8   |
| 高橋沙也加（退役）               | 7        | 6        | 1        | +5   |
| 佐藤冴香（退役）                 | 6        | 5        | 1        | +4   |
| 奧原希望                         | 15       | 9        | 6        | +3   |
| 三谷美菜津（退役）               | 8        | 5        | 3        | +2   |
| 山口茜                           | 24       | 13       | 11       | +2   |
| 廣瀨榮理子（退役）               | 6        | 3        | 3        | 0    |
| 格蕾戈麗亞·瑪麗斯卡·東宗         | 9        | 9        | 0        | +9   |
| 瑪麗亞·費貝·庫蘇馬斯圖蒂（退役） | 5        | 5        | 0        | +5   |
| 貝拉特里克斯·瑪努布蒂（退役）    | 6        | 4        | 2        | +2   |
| 葉姵延（退役）                   | 9        | 9        | 0        | +9   |
| 張雁宜（退役）                   | 9        | 9        | 0        | +9   |
| 陳祉嘉（退役）                   | 7        | 7        | 0        | +7   |
| 張蓓雯                           | 13       | 10       | 3        | +7   |
| 李文珊                           | 11       | 9        | 2        | +7   |
| 萊恩·霍爾馬克·傑克斯菲德         | 6        | 6        | 0        | +6   |
| 謝抒芽（退役）                   | 6        | 6        | 0        | +6   |
| 楊佳敏                           | 5        | 5        | 0        | +5   |
| 顧娟 （退役）                    | 5        | 2        | 3        | -1   |
| 白馭珀                           | 5        | 5        | 0        | +5   |
| 克里斯蒂·吉爾莫                  | 5        | 5        | 0        | +5   |
| 卡羅列娜·馬琳                    | 24       | 12       | 12       | 0    |

## 個人品牌
戴資穎在2017年底向中華民國經濟部智慧財產局申請TTY與Q版人像圖商標，到目前為止註冊首飾、馬克杯、帆布背袋、T恤、羽球拍等五大類別，並花費千萬臺幣於高雄左營區購買整棟五樓透天厝，以「戴萌TTY」為名開設個人品牌用品店。

## 廣告代言
戴資穎平時最穩定的收入主要來自贊助商以及相關代言，如個人的羽毛球合約，其每年代言費收入上看2,500萬台幣。

## 著作
碩士論文
- 戴資穎. . 臺北市立大學競技運動訓練研究所. 2018 （中文（臺灣））.

博士論文
- 戴資穎. . 臺北市立大學競技運動訓練研究所. 2022 （中文（臺灣））.

## 其他獎項
| 年份   | 頒獎典禮                     | 獎項         | 結果 |
| ------ | ---------------------------- | ------------ | ---- |
| 2017年 | BWF 2017 年度最佳運動員      | 最佳女運動員 | 提名 |
| 2018年 | 總統教育獎                   | 大專組       | 獲獎 |
| 2018年 | BWF 2018 年度最佳運動員      | 最佳女運動員 | 提名 |
| 2019年 | BWF 2019年度最佳運動員       | 最佳女運動員 | 提名 |
| 2021年 | BWF 2020/2021 年度最佳運動員 | 最佳女運動員 | 獲獎 |
| 2022年 | 2021 yahoo!奇摩搜尋人氣大獎  | 人氣女神獎   | 獲獎 |
| 2022年 | BWF 2022 年度最佳運動員      | 最佳女運動員 | 提名 |

## 演出作品

### 電視劇
| 年份   | 頻道 | 劇名         | 飾演   | 備註     |
| 2022年 | 民視 | 《黃金歲月》 | 戴資穎 | 特別客串 |

## 註腳
1. ↑  該紀錄在翌日鄭韶婕擊敗世界排名第一的王適嫻後被打破[13]。

## 外部連結
- 戴資穎在国际奥林匹克委员会的资料
- 戴資穎的Facebook專頁
- 戴資穎的Instagram帳戶